# 움보이관코과일박쥐
움보이관코과일박쥐(Nyctimene vizcaccia)는 큰박쥐과에 속하는 박쥐의 일종이다. 파푸아뉴기니와 솔로몬 제도에서 발견된다.